# Miętno (województwo łódzkie)
Miętno – wieś w Polsce położona w województwie łódzkim, w powiecie pajęczańskim, w gminie Siemkowice. Miejscowość wchodzi w skład sołectwa Ignaców.
W latach 1975–1998 miejscowość należała administracyjnie do województwa sieradzkiego.